# Рэмсботтом-Ишервуд, Невилл
Генри Невилл Гайнс Рэмсботтом-Ишервуд (англ. Henry Neville Gynes Ramsbottom-Isherwood; 13 июля 1905, Веллингтон, Новая Зеландия — 24 апреля 1950, Тонбридж, Кент, Великобритания) — новозеландский летчик-испытатель. Во время Второй мировой войны был командиром 151-го авиационного крыла ВВС Великобритании, которое с июля по декабрь 1941 года дислоцировалось в Североморске для обучения советского персонала работе с британскими самолетами в рамках Операции «Бенедикт». 

## Биография
Родился 13 июля 1905 в Веллингтоне. В 1924 году поступил на службу в местные стрелковые войска, однако вскоре эмигрировал в Великобританию чтобы поступить в Королевские ВВС. Служил в Великобритании и Индии, потом поступил в экспериментальный центр аэропланов и вооружений на RAF Martlesham Heath летчиком-испытателем. 
В 1940 году Ишервуд был награжден Крестом Военно-воздушных сил. В январе 1941 года Ишервуд получил под командование сектор в 9-й группе, а затем служил контролером в штабе группы. В августе 1941 года Ишервуд был назначен командиром 151-го авиакрыла, которое формировалось для участия в операции под кодовым названием «Бенедикт», которая была спланирована после начала операции «Барбаросса», с целью переброски двух эскадрилий истребителей Hawker Hurricane Mk IID для защиты Мурманска и обучения ВВС СССР эксплуатации этих самолетов. Авиакрыло обосновалось на аэродроме в Ваенге (с 1951 года — Североморск). Помимо обучения советских пилотов и наземных экипажей, авиакрыло заявило о 15 уничтоженных самолетах противника, 4 «вероятных» и 7 поврежденных, при этом потеряв в бою один самолет.  В конце октября, когда авиакрыло передало Советскому Союзу свои последние самолеты, Министерство Королевских ВВС в Лондоне приняло решение о передислокации крыла на Ближний Восток. Ишервуд составил длинный сигнал, в котором говорилось, что путешествие, скорее всего, займет три месяца, при этом имея проблемы с пайками, зимней одеждой и что существует значительная опасность попасть в руки к немцам. Приказ был отменен, и авиакрыло эвакуировали по морю. За действия во время операции он был награжден крестом За выдающиеся лётные заслуги, а также орденом Ленина.
Вернувшись в Британию, Ишервуд принял командование рядом авиабаз. Он должен был командовать 153-м авиакрылом, гораздо более крупным истребительным соединением, которое планировалось отправить в Россию в конце 1942 года, но от этого плана, операции «Юпитер», отказались. В 1944 году он принял командование 342-м авиакрылом в Бирме.
Погиб в авиакатастрофе 24 апреля 1950 года.